# Militärpolizei von Paraná
Die Polícia Militar von Paraná (portugiesisch Polícia Militar do Paraná; PMPR) ist die Polizei des Bundesstaates von Paraná und hat als wichtigste Aufgabe den allgemeinen Streifendienst und die Aufrechterhaltung der öffentlichen Ordnung. Ihre Angehörigen sind Hilfskräfte und Reservisten der Brasilianische Streitkräfte und Teil des Systems der öffentlichen Sicherheit und Zivilverteidigung, jedoch keine Militärpolizei im klassischen Sinne, sondern eine Gendarmerie. Ihre Beamten gelten als Angehörige der bundesstaatlichen Streitkräfte. Das Feuerwehrkorps von Paraná ist organisatorisch der Polizei angegliedert, die „tatsächliche“ Militärpolizei wird Polícia do Exército (PE) genannt.

## Geschichte
Die Militärpolizei von Paraná wurde am 10. August 1854 als ein Tirailleure gegründet und trug ursprünglich die Bezeichnung Força Policial. Dieser militärische Ursprung rührt aus der Notwendigkeit des Brasilianischen Kaiserreiches her, seine Truppen für den Notfall zu verstärken. Mit der Ausrufung der Republik nahm Brasilien eine Verfassung nach Vorbild der USA an, nach der die Bundesstaaten eine große Autonomie haben. Dadurch wurden die Polizeikräfte zu einer Art regionalen Streitkräfte, die unter anderem am Tripel-Allianz-Krieg teilnahmen.
Ab 1946 erlangte die Militärpolizei ihre jetzige Organisation, eine Art Gendarmerie, welche den Bundesstaaten unterstellt ist.

## Historische Bezeichnungen

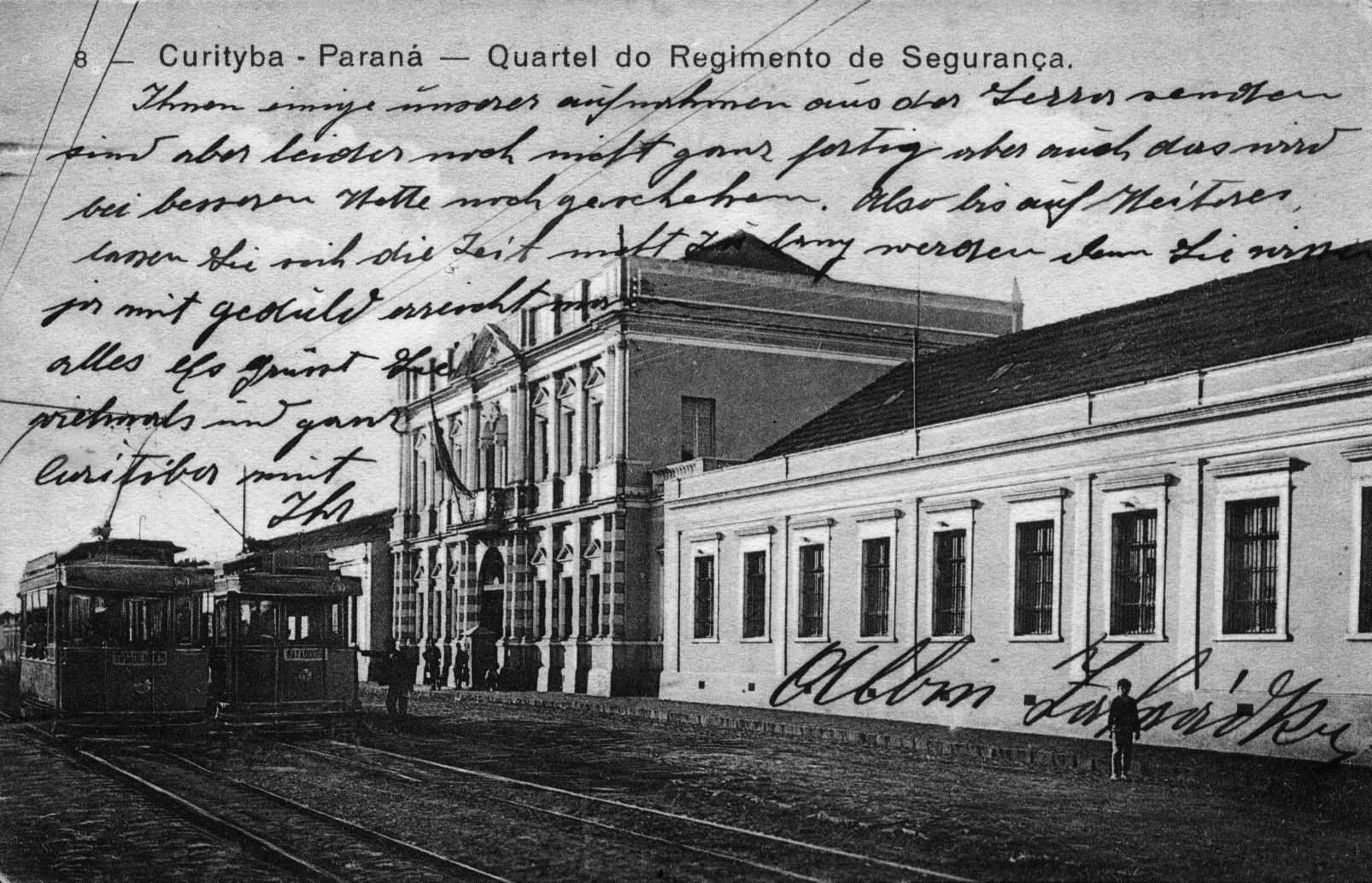
Alte Fassade des Hauptquartiers

- 1854 – Força Policial.
- 1874 – Corpo de Policia.
- 1891 – Corpo Militar de Polícia.
- 1892 – Regimento de Segurança.
- 1917 – Força Militar.
- 1932 – Força Pública.
- 1939 – Força Policial.
- 1946 – Polícia Militar.

## Organisation

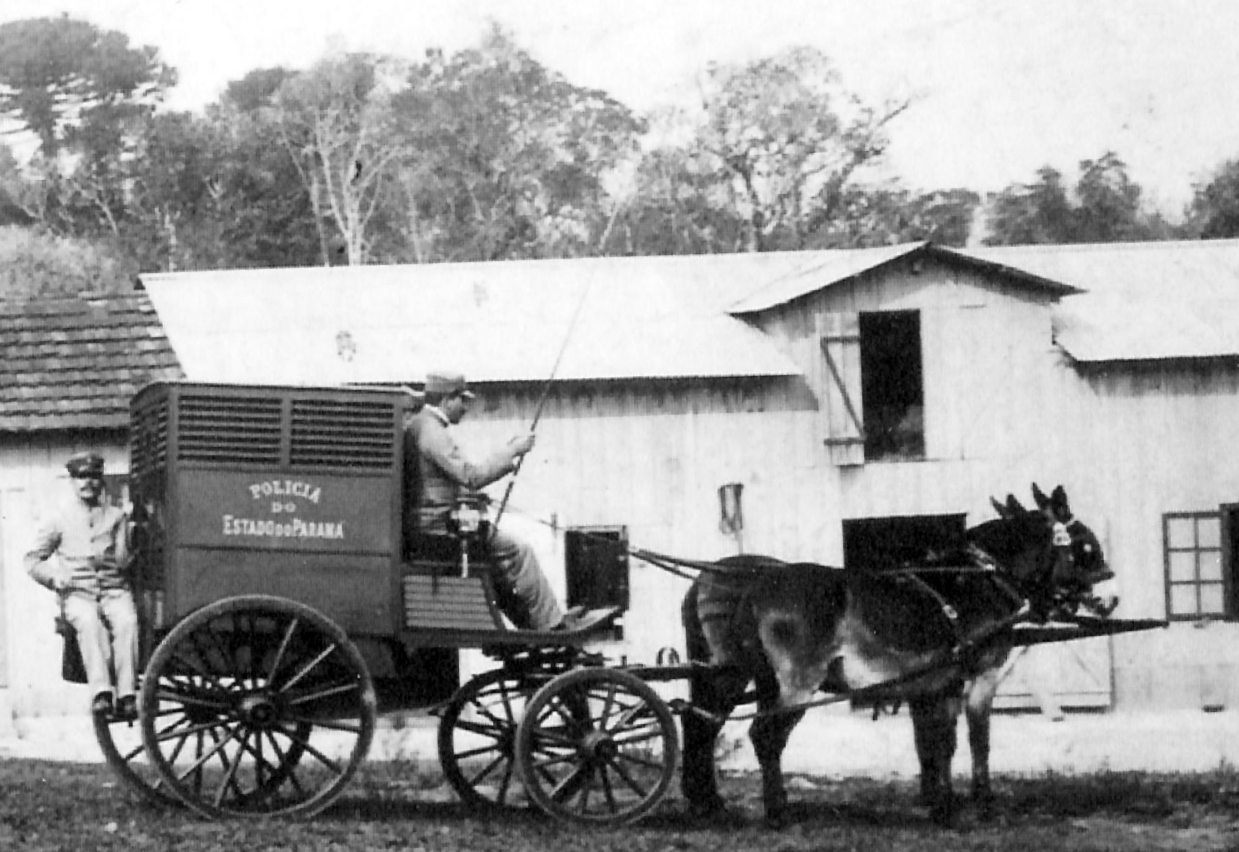
Gefangenentransporter – 1909

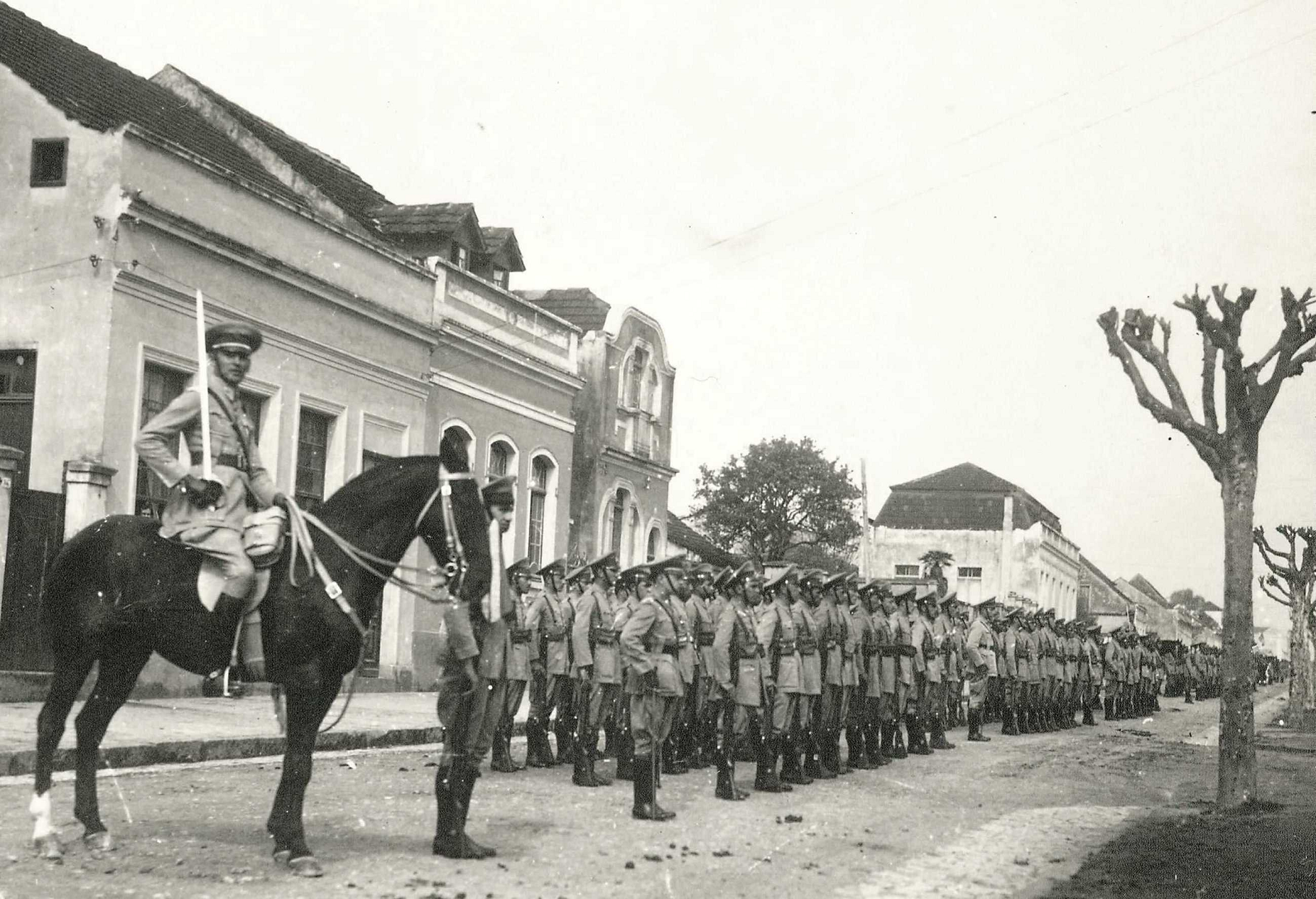
Parade am brasilianischen Unabhängigkeitstag
1938

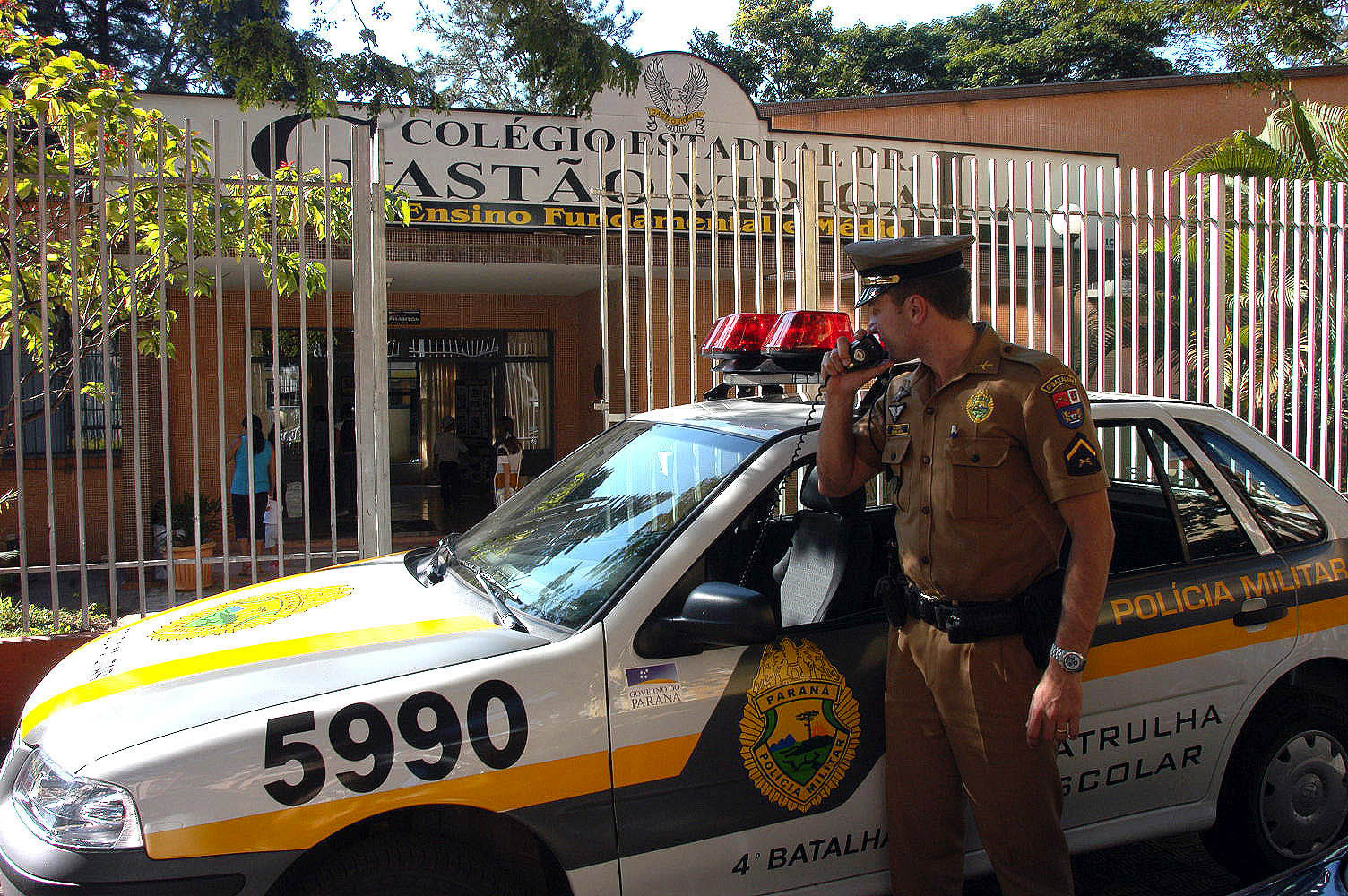
Schule Patrol – 2008

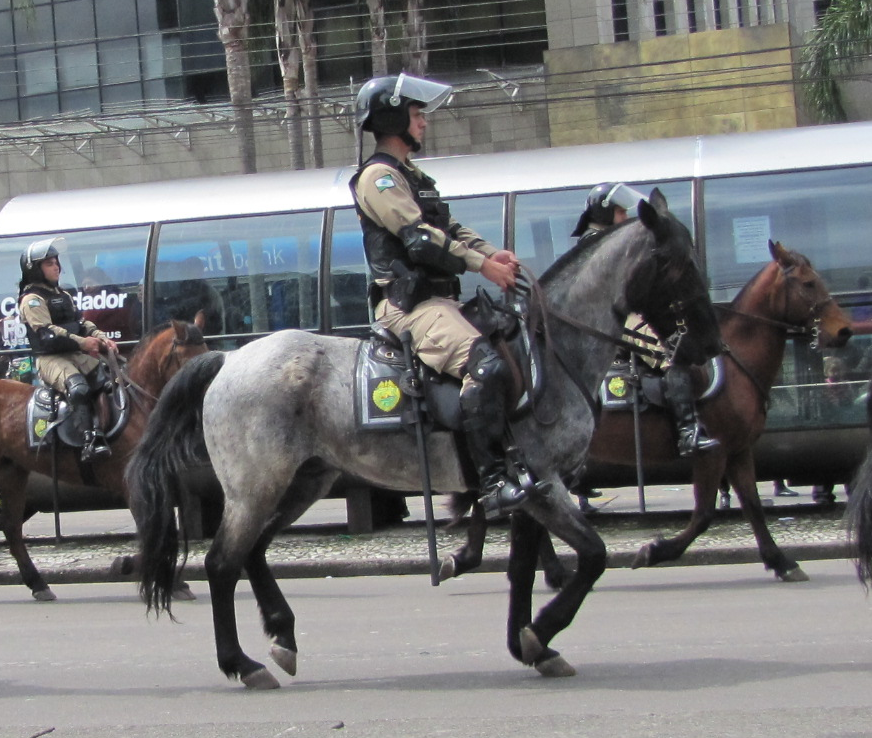
Polizeipferd – 2010

Die Organisation der PMPR ist auf Operationsebene in Bataillone, Kompanien und Platoons.
Die Bataillone befinden sich in den größeren urbanen Zentren; die Kompanien und Platoons in Übereinstimmung mit der Bevölkerungsdichte in den umliegenden Städten und Gemeinden angesiedelt.
Die Militärpolizei von Paraná ist in allen Städten des Bundesstaates präsent.

### Bataillone und Unabhängige Kompanie der Militärpolizei
| Bataillon 1 – Ponta Grossa; Bataillon 2 – Jacarezinho; Bataillon 3 – Pato Branco; Bataillon 4 – Maringá; Bataillon 5 – Londrina; Bataillon 6 – Cascavel; Bataillon 7 – Cruzeiro do Oeste; Bataillon 8 – Paranavaí; Bataillon 9 – Paranaguá; Bataillon 10 – Apucarana; Bataillon 11 – Campo Mourão; Bataillon 12 – Curitiba; Bataillon 13 – Curitiba; Bataillon 14 – Foz do Iguaçu; | Bataillon 15 – Rolândia; Bataillon 16 – Guarapuava; Bataillon 17 – São José dos Pinhais; Bataillon 18 – Cornélio Procópio; Bataillon 19 – Toledo; Bataillon 20 – Curitiba; Bataillon 21 – Francisco Beltrão; Bataillon 22 – Colombo; Bataillon 23 – Curitiba; Bataillon 24 – Marechal Cândido Rondon; Bataillon 25 – Umuarama; |

| Kompanie 1 – Lapa; Kompanie 2 – União da Vitória; Kompanie 3 – Telêmaco Borba; Kompanie 4 – Londrina; | Kompanie 5 – Umuarama; Kompanie 6 – Ivaiporã; Kompanie 7 – Arapongas; Kompanie 8 – Irati. |

### Spezialisierte Einheiten
- Polizeipferd (ein Regiment);
- Verkehrspolizei (ein Bataillon);
- Autobahnpolizei (ein Bataillon);
- Forstpolizei (ein Bataillon);
- Schule Patrol (ein Bataillon);
- Veranstaltungen (ein Bataillon);
- Spezialeinheit (ein Bataillon);
- Grenzschutz (ein Bataillon);
  - Unabhängige Wachkompanie;

### Verwaltungsabteilungen
- Gesundheitsdienst;
- Logistik und Zentrale Beschaffung;
- Personalabteilung;
- Finanzen;
- Schulungsabteilung.

## Feuerwehrkorps
Die Feuerwehrkorps von Paraná wurde im Jahre 1912 gegründet. Die Verbände sind militarisiert und nach Vorbild der französischen Sapeurs Pompiers. Die Feuerwehrkorps ist in die Struktur der Militärpolizei integriert.
Ein Grupamento entspricht einem Bataillon, und ein Subgrupamento einer Kompanie. Die Grupamentos und Subgrupamentos befinden sich in den größeren Ballungszentren. In kleineren Städten und Gemeinden übernimmt die Brandbekämpfung eine Freiwillige Feuerwehr.
- Grupamento 1 – Curitiba;
- Grupamento 2 – Ponta Grossa;
- Grupamento 3 – Londrina;
- Grupamento 4 – Cascavel;
- Grupamento 5 – Maringá;

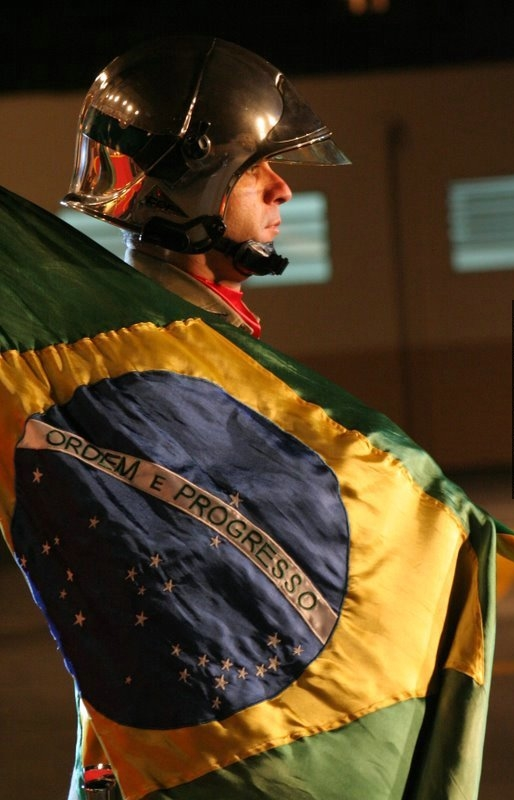
Fahnenträger

- Grupamento 6 – São José dos Pinhais;
- Grupamento 7 – Curitiba;
- Grupamento 7 – Curitiba;
- Grupamento 8 – Paranaguá;
- Grupamento 9 – Foz de Iguaçu;
  - Unabhängige Subgrupamento 1 – Ivaiporã;
  - Unabhängige Subgrupamento 2 – Pato Branco;
  - Unabhängige Subgrupamento 3 – Francisco Beltrão;
  - Unabhängige Subgrupamento 4 – Apucarana;
  - Unabhängige Subgrupamento 5 – Guarapuava;
  - Unabhängige Subgrupamento 6 – Umuarama.

## Uniformen
Historisch gesehen haben die brasilianischen Streitkräfte die Traditionen des portugiesischen Militärs übernommen
Seit ihrer Gründung im Jahre 1854 bis in die ersten Jahre der Republik hatte die PMPR blaue Uniformen. 1912 wurde dann die Farbe khaki eingeführt, welche bis heute verwendet wird.
Die Feuerwehrkorps hatte immer die gleichen Uniformen wie die Militärpolizei, jedoch mit eigenen Abzeichen.

## Dienstgrade
Die PMPR hat die gleiche Hierarchie wie das Militär, mit etwas veränderten Abzeichen.
| Oberst | Oberstleutnant | Major | Hauptmann | Leutnant 1 | Leutnant 2 | Offizieranwärter | Unterleutnant |
| ------ | -------------- | ----- | --------- | ---------- | ---------- | ---------------- | ------------- |
|        |                |       |           |            |            |                  |               |

| Sergeant 1 | Sergeant 2 | Sergeant 3 | Korporal | Soldat erster Klasse |
| ---------- | ---------- | ---------- | -------- | -------------------- |
|            |            |            |          |                      |

## Anmerkungen und Einzelnachweise

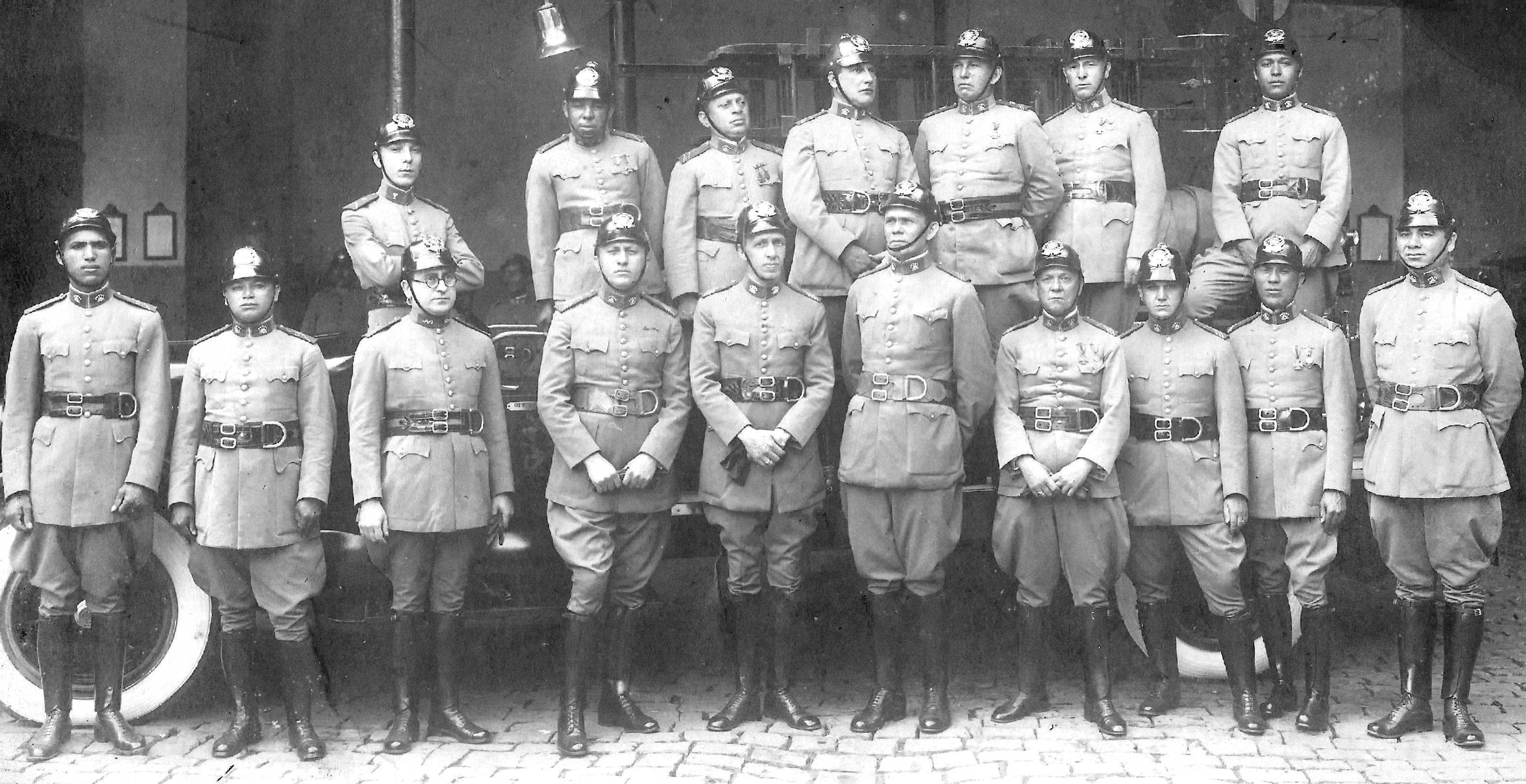
Feuerwehroffiziere – 1923